# Autostrada A52 (Włochy)
Autostrada A52 (Północna Obwodnica Mediolanu) (wł. Tangenziale Nord di Milano) – autostrada w aglomeracji Mediolanu stanowiąca fragment autostradowej obwodnicy miasta, którą oprócz A52 tworzą także autostrady A50, A51 oraz fragment A4. Arteria została oddana do ruchu w roku 1994. Trasa zaczyna się na węźle ze Wschodnią Obwodnicą i biegnie początkowo w kierunku północnym, by po kilkunastu kilometrach skręcić na zachód. Przejazd trasą jest płatny. Operatorem arterii jest spółka Milano Serravalle – Milano Tangenziali. Na całej trasie obowiązuje ograniczenie prędkości do 90 km/h.